# Bäuersche Straße 16

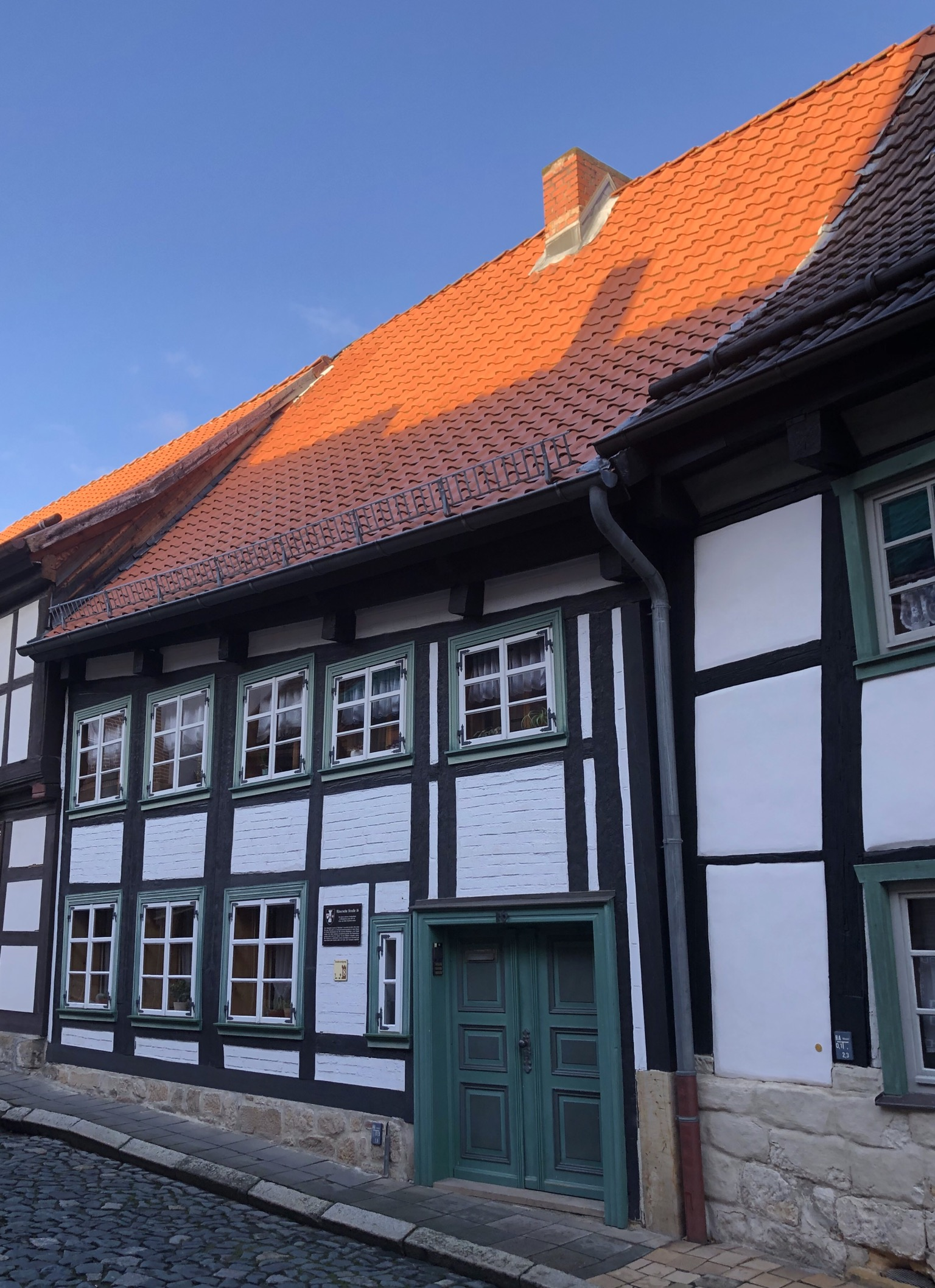
Haus Bäuersche Straße 16, im Jahr 2020

Das Haus Bäuersche Straße 16 ist ein denkmalgeschütztes Wohnhaus in der Stadt Blankenburg (Harz) in Sachsen-Anhalt.

## Lage
Es befindet sich im westlichen Teil der Blankenburger Altstadt auf der Nordseite der Bäuerschen Straße. Westlich grenzt das gleichfalls denkmalgeschützte Haus Bäuersche Straße 15, östlich die Bäuersche Straße 17 an.

## Architektur und Geschichte
Nach einer dendrochronologischen Datierung entstand das zweigeschossige Fachwerkgebäude im Jahr 1431. Gemeinsam mit dem benachbarten Gebäude Bäuersche Straße 17 ist es damit das älteste noch erhaltene Wohnhaus der Stadt.
Die Fachwerkständer des schlicht gehaltenen Gebäudes gehen bis zum Dach durch und sind so ein Zeugnis dieser sehr alten Fachwerkbauform. Der Eingang zum fünf Gebinde umfassenden Gebäude ist rechtsseitig in der Fassade angeordnet, wobei das heutige Tor aus dem 18. Jahrhundert stammt. Auch die Fenster sind verändert. Die Balkenköpfe präsentieren sich roh und unbehauen. Die Gefache des Obergeschosses sind mit Ziegeln ausgemauert. Markant ist die vorkragende Traufe des Hauses.
Im örtlichen Denkmalverzeichnis ist das Wohnhaus unter der Erfassungsnummer 094 00712 als Baudenkmal verzeichnet.